# Wieczór kawalerski 2: Ostatnie kuszenie
Wieczór kawalerski 2: Ostatnie kuszenie (ang. Bachelor Party 2: The Last Temptation) – amerykańska komedia z 2008 roku w reżyserii Jamesa Ryana. Kontynuacja filmu Wieczór kawalerski z 1984 roku.

## Opis fabuły
Zbliża się dzień ślubu Rona i Melindy. Przyjaciele urządzają przyszłemu panu młodemu huczny wieczór kawalerski. Zdegustowany brat Melindy, Todd, robi wszystko, by skompromitować Rona.

## Obsada
- Josh Cooke jako Ron
- Michael Russell jako ojciec
- Harland Williams jako Derek
- Greg Pitts jako Jason
- Danny Jacobs jako Seth
- Warren Christie jako Todd
- Sara Foster jako Melinda
- Emmanuelle Vaugier jako Eva
- Max Landwirth jako Tommy
- Karen-Eileen Gordon jako Autumn
- Steven Crowley jako Billy
- Audrey Landers jako Bettina

i inni